# La Frontière humaine
Pour plus de détails, voir Fiche technique et Distribution.
La Frontière humaine (Never the Twain Shall Meet) est un film muet américain de Maurice Tourneur, sorti en 1925.

## Synopsis
Tamea, la jolie fille d'un capitaine au long cours français et la reine d'une île des mers du sud, accompagne son père lors d'un voyage à San Francisco. À l'arrivée au port, son père est déclaré malade de la lèpre. Après avoir confié Tamea à son ami Dan Pritchard, il se suicide. Avec l'aide de Mellenger, un journaliste, Dan s'occupe de la jeune fille, et devient amoureux d'elle, au grand dam de sa fiancée Maisie. Les affaires de Dan périclitent et Tamea retourne dans son île paradisiaque. Dan la rejoint bientôt, et ils se marient lors d'une cérémonie traditionnelle. La chaleur et l'inaction pèsent sur le caractère de Dan. Mellenger arrive sur l'île avec Maisie. Plus tard, Dan retourne aux États-Unis avec elle, Mellenger, lui, reste sur l'île et offre son amour à Tamea. 

## Fiche technique
- Titre : La Frontière humaine
- Titre original : Never the Twain Shall Meet
- Réalisation : Maurice Tourneur
- Scénario : Eugene Mullin, d'après le roman Never the Twain Shall Meet de Peter Bernard Kyne
- Décors : Joseph Urban
- Costumes : Dhetl Urban
- Photographie : Ira H. Morgan, J. B. Shackelford
- Montage : Donn Hayes
- Société de production : Cosmopolitan Productions
- Société de distribution : Metro-Goldwyn Distributing Corporation
- Pays de production :  États-Unis
- Langue originale : anglais
- Format : noir et blanc — 35 mm — 1,37:1 — Muet
- Genre : drame
- Durée : 80 minutes
- Date de sortie :
  - États-Unis : 13 décembre 1925

## Distribution
- Anita Stewart : Tamea
- Bert Lytell : Dan Prichard
- Huntley Gordon : Mark Mellenger
- Justine Johnstone : Maisie Morrison
- George Siegmann : James Muggridge
- Lionel Belmore : Gaston Larrieau
- William Norris : Squibbs
- Emily Fitzroy : Mme Pippy
- Princesse Marie de Bourbon : Miss Smith
- Florence Turner : Julia
- James Wang : Sooey Wan
- Ben Deeley : le Docteur
- Roy Coulson : l'assistant du docteur
- Thomas Ricketts : Andrew J. Casson
- Ernest Butterworth : Capitaine Hackett
- Boris Karloff

## Autour du film
- Ce film a fait l'objet d'un remake en 1931 : Never the Twain Shall Meet de W. S. Van Dyke, avec Leslie Howard et Conchita Montenegro
- Le titre original Never the Twain shall meet est tiré du premier vers de "The Ballad of East and West", un poème de Rudyard Kipling : Oh, East is East, and West is West, and never the twain shall meet